# Röd andmat
Röd andmat (Lemna turionifera) är en kallaväxtart som beskrevs av Elias Landolt. 
Röd andmat ingår i andmatssläktet och familjen kallaväxter. Inga underarter finns listade.

## Bildgalleri

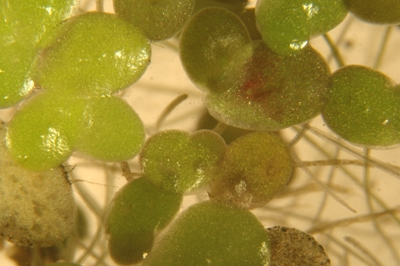
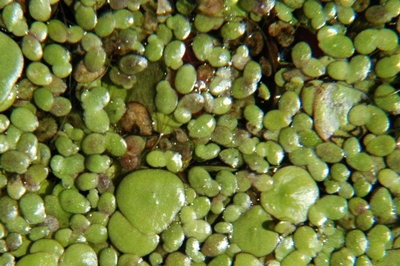